# Portuense (Suburbio)
Koordinaten: 41° 50′ N, 12° 26′ OPortuense ist ein Suburbio (Vorstadt) der italienischen Hauptstadt Rom. In der Verwaltung wird es mit S. VII abgekürzt und gehört zum Municipio XI. Der Name leitet sich von der Via Portuense her. Er liegt im Norden der Stadt Rom, hatte 2016 33.803 Einwohner und eine Fläche von 7,4311 km². Das Gebiet deckt sich größtenteils mit der zona urbanistica 20.e Grotta Rossa Ovest mit 10,83 km² und 2612 Einwohner im Jahre 2015.

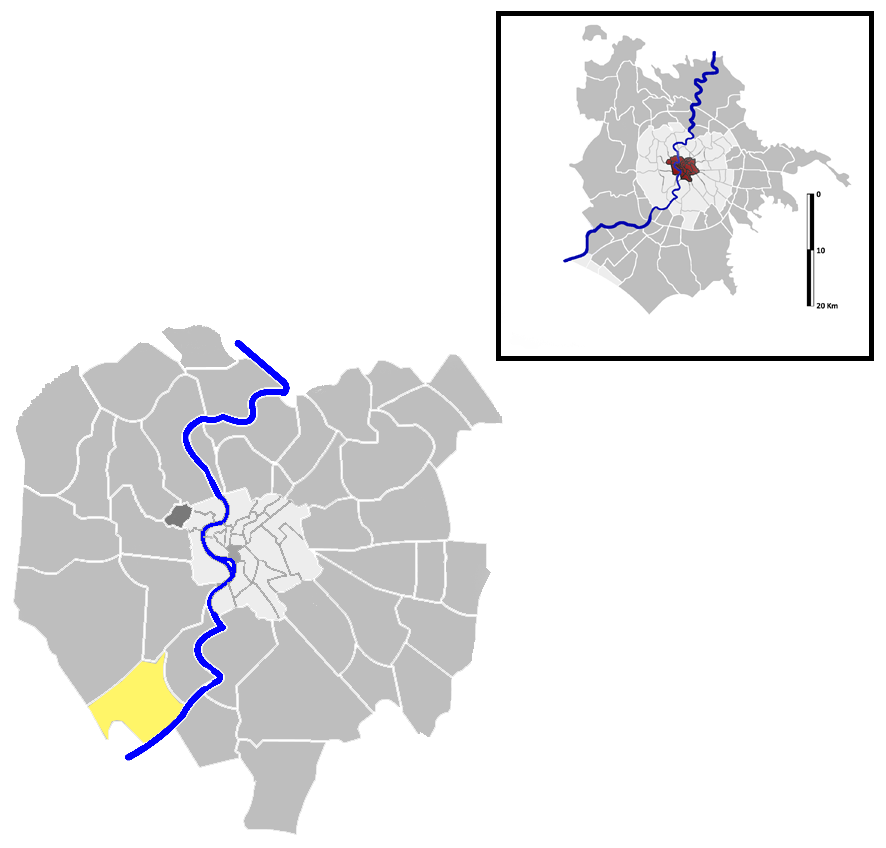
Lage des Suburbio in Rom

Im Norden grenzt er an den Suburbio S. VIII Gianicolense und den Quartiere Q. XII Gianicolense, im Osten an den Quartiere Q. XI Portuense, im Südosten an den Quartiere Q. XXXII Europa und die Zone Z. XXXIX Tor di Valle
und im Westen an die Zone Z. XL Magliana Vecchia
Der Suburbio wurde offiziell am 20. August 1921 mit der Bezeichnung S.VIII gegründet und übernahm am 1. März 1954 wurde die Nummer S.VII vom Suburbia Ostiense übernommen, welches zum Quartier wurde.

## Sehenswürdigkeiten
- Santa Maria del Rosario ai Martiri Portuensi
- San Raffaele Arcangelo